# Посёлок Ильича (Алтайский край)
Ильича́ — посёлок в Первомайском районе Алтайского края России. Входит в состав Зудиловского сельсовета.

## География
Посёлок находится у реки Большая Черемшанка.
Уличная сеть
В посёлке 5 улиц: Зелёная, Молодёжная, улица им. Горького, Мира и им. Калинина.
Расстояние до
- районного центра Новоалтайск: 18 км.
- краевого центра Барнаул: 42 км.

Климат
Климат континентальный. Продолжительность периода с устойчивым снежным покровом составляет 160—170 дней, абсолютный минимум температуры воздуха достигает −50 °C. Средняя температура января −19,9 °C, июля +19 °C. Безморозный период длится 110—115 дней, абсолютный максимум температуры воздуха достигает +33-35 °C. Годовое количество атмосферных осадков — 360 мм.

## История
Посёлок создан в годы советской власти, в 1959 году.

## Население
| 1997 | 1998 | 1999 | 2000 | 2001 | 2002 | 2003 |
| ---- | ---- | ---- | ---- | ---- | ---- | ---- |
| 513  | ↘510 | ↘402 | ↗458 | ↗467 | ↗474 | ↘461 |
| 2004 | 2005 | 2006 | 2007 | 2008 | 2009 | 2010 |
| ↗468 | ↘455 | ↗481 | ↘468 | ↗489 | ↗495 | ↘480 |
| 2011 | 2012 | 2013 |      |      |      |      |
| ↗482 | ↗504 | ↗505 |      |      |      |      |

## Инфраструктура
В селе работают частные предприниматели, ООО «Фортуна» осуществляет в посёлке физкультурно-оздоровительную деятельность, ремонт электрического оборудования — ООО «Умный Дом-Алтай», есть ФАП. Почта находится в селе Зудилово, школьники учатся в Зудиловской СОШ.
Транспорт
Посёлок соединяет с районным и областным центром федеральная автомагистраль Р-256 Чуйский тракт (Новосибирск—Бийск—Ташанта) и сеть региональных автодорог. Ближайшая остановка электрички находится в Зудилово, ходит междугородний транспорт. Ближайшая железнодорожная станция Алтайская находится в городе Новоалтайск.